# Markkus Alter

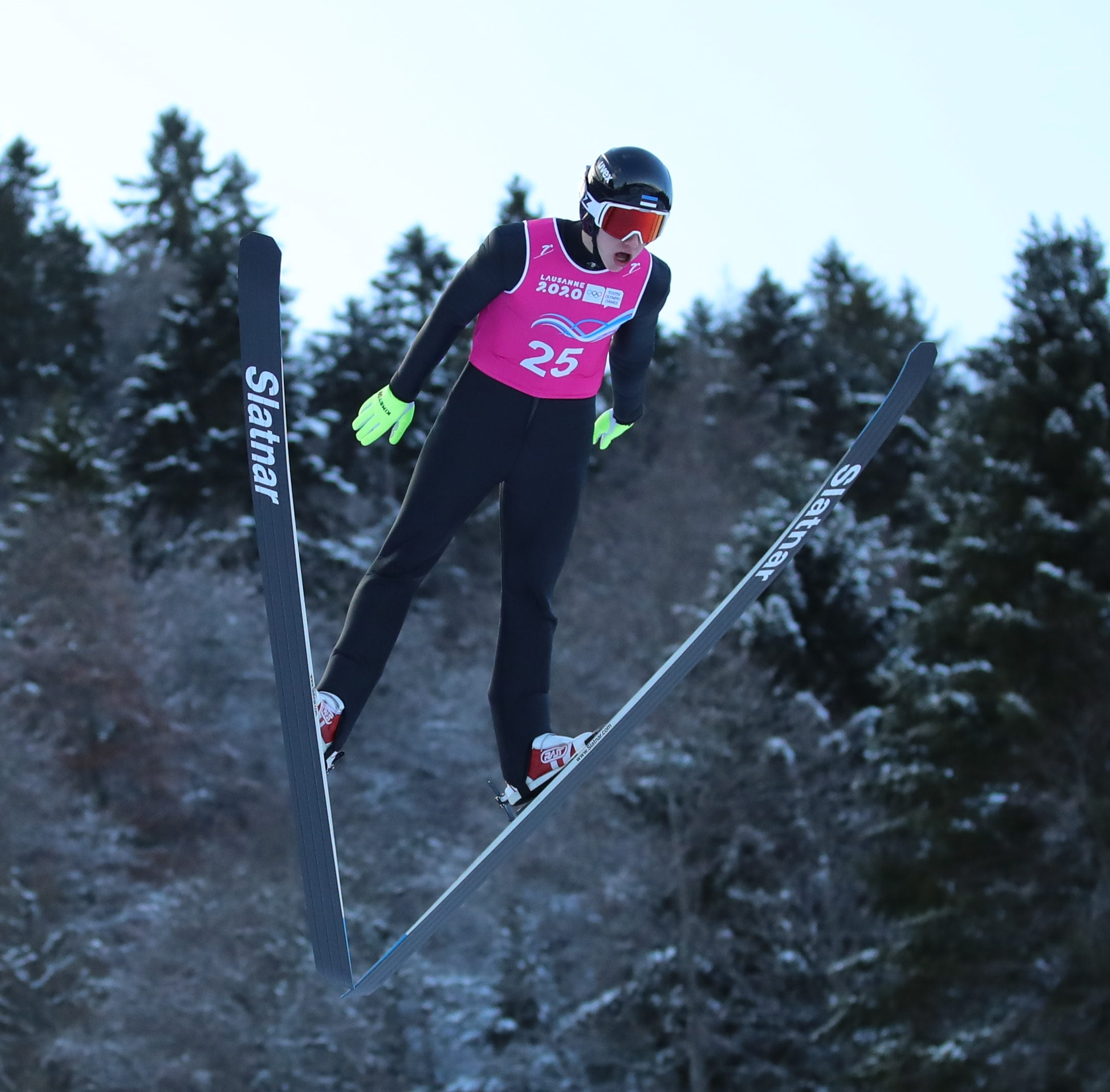
Markkus Alter beim Skispringen während der Olympischen Jugend-Winterspiele 2020.

Markkus Alter (* 27. Juni 2002) ist ein ehemaliger estnischer Nordischer Kombinierer und Skispringer.

## Werdegang
Markkus Alter debütierte am 2. und 3. Juli in Villach im FIS-Cup, wo er die Plätze 59 und 89 belegte. Seitdem folgen weitere Starts ausschließlich im FIS-Cup, wobei sein bisher bestes Ergebnis ein 28. Platz ist.
Bei den Estnischen Meisterschaften 2018 in Otepää gewann Alter im Mannschaftswettbewerb zusammen mit Karl-August Tiirmaa und Artti Aigro die Goldmedaille.
Im März 2019 gab Alter sein Debüt im Continental Cup, doch verpasste er bei beiden Wettbewerben von der Wielka Krokiew in Zakopane die Punkteränge. Bei den Olympischen Jugend-Winterspielen 2020 in Lausanne belegte Alter Rang 15 im Gundersen Einzel.
Bei den Nordischen Juniorenskiweltmeisterschaften 2022 im polnischen Zakopane wurde er im Einzelwettbewerb 32.
Nach der Saison 2023/24 gab Markkus Alter sein Karriereende bekannt.